# Buchbach (Speltach)
Der Buchbach ist ein etwas über vier Kilometer langer feinmaterialreicher, karbonatischer Mittelgebirgsbach im Landkreis Schwäbisch Hall im nordöstlichen Baden-Württemberg. Er fließt insgesamt ungefähr ostwärts und fast ganz im Gebiet der Gemeinde Frankenhardt und vereint sich am Südrand des Dorfes Oberspeltach der Gemeinde mit deren linkem, etwa gleich großem Oberlauf Lanzenbach zur Speltach.

## Name
Auf der amtlichen Gewässerkarte wird der linke, an der Kohlsteige seinen Lauf beginnende der beiden Oberläufe zum am Unterlauf übereinstimmend Buchbach genannten Bach gerechnet. Die amtliche topographische Karte beschriftet jedoch in Widerspruch dazu den einzugsgebietsreicheren rechten Oberlauf, auf der Gewässerkarte und hier als Seelesbach bezeichnet – der Name kommt vermutlich vom dialektalen Deminutiv Seele des Wortes See – als Buchbach. Da am Seelesbach-Lauf nirgends Reste eines Seedamms erkennbar oder ein einschlägiger Gewannname ausgewiesen ist, der Buchbachlauf jedoch ein Gewann Schwarzsee durchquert und mündungsnah auch zwei Kleinteiche passiert, könnten die Namen auch verwechselt worden sein. Wir bleiben hier bei der Namensfestlegung der amtlichen Gewässerkarte.

## Geographie

### Verlauf
Der Buchbach entsteht am Kohlsteige genannten, bewaldeten Nordosthang des Hackenbergs im unteren Hangbereich auf etwa 473 m ü. NHN. Er läuft von seiner Quelle etwa 0,7 km nordwestlich des Frankenhardter Weilers Steinehaig aus etwa ostwärts und ist zunächst Grenzbach zwischen der Stadt Vellberg im Süden und Frankenhardt im Norden. Schon nach weniger als 150 Metern unterquert er in erst wenige Meter tiefer Mulde die Kreisstraße K 2665 von Vellberg-Kleinaltdorf nach Steinehaig. Dort wechselt er ganz aufs Frankenhardter Gebiet über, in dem er nun bis zur Mündung verbleibt. Er läuft noch ein Stück weit durch den Wald Karrenhalde und danach nördlich von Steinehaig fast einen halben Kilometer lang durch das Flurgewann Schwarzsee. ehe er in einem letzten durchlaufenen Waldvorsprung die Gewanne Klinge im Süden sowie Greut und See im Norden trennt. Ab nun dauernd in offener Flur, läuft er in einer wenig tiefen Wiesenmulde bis 100 Meter vor die wenigen Häuser am unteren Hangfuß von Waldbuch und knickt im Bereich zweier Kleinteiche am rechten Ufer auf Nordostlauf.
Zwischen den genannten Häusern und dem auf einer flachen Geländewelle stehendem Bonolzhof im Norden fließt ihm am Rand der beide verbindenden Straße der wie er selbst hier etwas über zwei Kilometer lange Seelesbach aus dem Südosten zu. Schon weniger als 400 Meter weiter talab in seiner nun sich fortlaufend verbreiternden Wiesenmulde verstärkt ihn der ebenfalls etwa zwei Kilometer lange Seebach, der im Westnordwesten im Wald entsteht. Hiernach schwingt sich der Buchbach in wenigen, flachen Kurven auf seinen letzten knapp zwei Kilometer Ostlauf durch eine breite Grünlandaue. 400 Meter vor seinem Ende mündet ihm gegenüber dem schon das linke Ufer einnehmenden Frankenhardter Dorf Oberspeltach von Südwesten her der nur gut einen Kilometer lange Birkbach zu. Dem südlichen Dorfrand entlang unterquert er die K 2665 Waldbuch–Oberspeltach und vereinigt sich gleich danach auf etwa auf etwa 422 m ü. NHN mit dem aus dem Nordwesten kommenden linken Oberlauf Lanzenbach zur Speltach, die in weiterem knapp sieben Kilometer langem Ostlauf die Jagst erreicht.
Der etwa 4,3 km lange Buchbach-Lauf mündet etwa 51 Höhenmeter unterhalb seiner Quelle und hat ein mittleres Sohlgefälle von etwa 12 ‰.

### Einzugsgebiet
Der Buchbach hat ein 6,7 km² großes Einzugsgebiet, das naturräumlich gesehen ganz im Unterraum Burgberg-Vorhöhen und Speltachbucht der Schwäbisch-Fränkischen Waldberge liegt. Sein höchster Punkt ist der flache Gipfel des Hackenbergs auf 511,2 m ü. NHN, zu dem hoch weniger als 400 Meter südwestlich des Bachursprungs eine Westecke des Einzugsgebietes ausläuft.
An der linken und Nordseite stößt es an das Einzugsgebiet des linken Speltach-Oberlaufs Lanzenbach. Hinter der rechten und südöstlichen führt zum längsten Teil der nächste große rechte Zufluss Betzenbach der Speltach den Abfluss auf der anderen Seite dieser zu. Ganz im Südwesten grenzt auf der Hochebene um den Geschäufelten Sumpf das Einzugsgebiet des kurzen Hahnenbachs an, der zuletzt über den Nesselbach sein Wasser der Bühler spendet. Die prominente und hydrologisch bedeutendste Wasserscheide im Westen grenzt insgesamt ans Einzugsgebiet des Kocher-Vorfluters Bühler, denn im Westsüdwesten speist ein (anderer!) Lanzenbach ebenfalls die Bühler, dies tun auch im Westen der Echtbach und im Nordwesten die Steppach über deren Nebenfluss Aalenbach.
Auf etwa einem Drittel des Einzugsgebietes, fast nur im Nordwesten und Norden, steht Wald, der zwei etwas größere Wiesenlichtungen umschließt. In der offenen Flur liegt in den Talmulden überwiegend Grünland, auf den begleitenden Hochflächen mehr Ackerland.
Ausgenommen einen Waldzwickel am diesseitigen Hackenberg-Hang und einen Teil des Waldgebietes im Nordwesten, die beide unbesiedelt sind und zum Stadtgebiet von Vellberg gehören, liegt der deutlich größere Teil des Einzugsgebietes im Gemeindegebiet von Frankenhardt. Die Besiedlung beschränkt sich auf die Weiler Steinehaig, der auf der westlichen Wasserscheide steht, Waldbuch rechts über dem Mittellauf sowie wenig abwärts Bonolzhof auf dem flach auslaufenden Mündungssporn des Seebachs. Auch vom Dorf Oberspeltach, in dessen Ortsteilgemarkung die bisher genannten alle liegen, entwässert ein kleiner Teil am linken Ufer des Buchbachs zu diesem. Dicht außen am Rand der südöstlichen Scheide steht der Weiler Spaichbühl in der Gründelhardter Ortsteilgemarkung.

### Zuflüsse und Seen
Liste der Zuflüsse und  Seen von der Quelle zur Mündung. Gewässerlänge, Seefläche, Einzugsgebiet und Höhe nach den entsprechenden Layern auf der Onlinekarte der LUBW. Andere Quellen für die Angaben sind vermerkt.
Ursprung des Buchbachs auf etwa 473 m ü. NHN ca. 0,7 km westnordwestlich von Frankenhardt-Steinehag am Nordosthang Kohlsteige des Hackenberg von Vellberg. Der Bach fließt zunächst östlich, auf gut den ersten hundert Metern entlang der Stadtgrenze von Vellberg.
- Schwarzbach, von rechts und Westsüdwesten auf etwa 460 m ü. NHN nordnordöstlich von Steinehaig in der Flurbucht Schwarzsee im Wald, 0,5 km und ca. 0,2 km². Entsteht auf etwa 467 m ü. NHN nordwestlich von Steinehaig.
  - (Zufluss), von rechts und Südwesten auf etwa 462 m ü. NHN nördlich von Steinehaig, über 0,2 km[LUBW 6] und ca. 0,1 km². Entsteht auf etwa 467 m ü. NHN am alten Steinehaiger Freibad.
- Passiert auf etwa 436 m ü. NHN etwa hundert Meter vor dem folgenden zwei Kleinteiche am rechten Ufer.
- Seelesbach, von rechts und Südwesten auf etwa 434 m ü. NHN vor der Brücke der Straße von Frankenhardt-Waldbuch nach Frankenhardt-Bonolzhof, ca. 2,3 km[LUBW 7] und ca. 1,6 km². Entsteht auf etwa 472 m ü. NHN etwas südlich der L 1064 Vellberg–Frankenhardt-Spaichbühl.
Der Buchbach-Oberlauf bis zu diesem Zufluss ist fast genauso lang, hat aber ein nur ca. 1,0 km² großes Einzugsgebiet.
  - (Straßengraben), von links und Westsüdwesten auf etwa 439 m ü. NHN wenig westlich eine Holzbetriebs am Südrand von Waldbuch, 0,8 km[LUBW 6] und ca. unter 0,3 km². Entsteht auf etwa 55 m ü. NHN und folgt auf ganzer Länge der K 2666 Steinehaig–Waldbuch. Nur intermittierend Durchfluss, ausgeprägte Talmulde erst auf der zweiten Laufhälfte.
- Seebach, von links und zuletzt Westen auf etwa 431 m ü. NHN ca. 0,2 km nordöstlich von Bonolzhof, 2,1 km und ca. 2,3 km². Entsteht auf etwa 455 m ü. NHN im Burgbergwald ca. 150 Meter nördlich der Straßentrasse zur ehemaligen Militärdeponie im Heiligenholz und fließt zunächst südöstlich.
  - (Zufluss), von rechts und Westsüdwesten auf etwa 442,3 m ü. NHN[LUBW 8] am Mittellauf am Rande einer den Seebach begleitenden Wiesenaue, ca. 1,1 km[LUBW 6] und ca. 0,7 km². Entsteht auf etwa 459 m ü. NHN als oft trockener Graben in der größeren und südlicheren Waldlichtung nördlich der Lichten Eichen.
    -  Durchfließt auf etwa 447 m ü. NHN einen hinter einem Waldwegdamm aufgestauten Teich nach starken Waldmäandern am Mittellauf, über 0,2 ha.
    - (Anderer Oberlauf), von links und Westen auf etwa 445 m ü. NHN in der beginnenden Unterlauf-Wiesenaue, bis ca. 0,6 km[LUBW 6] und ca. 0,3 km². Meist nur auf der unteren Laufhälfte Durchfluss.
      -  Entfließt selten auf etwa 457 m ü. NHN zwei röhrichtumstandenen Waldteichen am Ostrand der kleineren Waldlichtung im Forst, zusammen mit Uferröhrichtgürtel unter 0,5 ha.[LUBW 9]
- Birkbach, von rechts und Südwesten auf etwa 423 m ü. NHN gegenüber der Siedlung um den Ahornweg in Frankenhardt-Oberspeltach, 1,3 km[LUBW 7] und ca. 0,5 km². Entsteht auf etwa 448 m ü. NHN an der Straße Waldbuch–Banzenweiler gegenüber einem Aussiedlerhof südöstlich von Waldbuch.

Zusammenfluss des Buchbachs von rechts und zuletzt Westen mit dem linken und von Nordwesten kommenden Lanzenbach zur zunächst etwa ostsüdostwärts abfließenden Speltach auf etwa 422 m ü. NHN am Südrand von Oberspeltach kurz nach der Brücke der Buchstraße von Waldbuch. Der Buchbach ist 4,3 km lang und hat ein 6,7 km² großes Einzugsgebiet.

## Geologie
Das Einzugsgebiet des Buchbaches liegt zur Gänze im Keuper. Das kleine Hochplateau auf dem Hackenberg wenig über der Quelle deckt der Kieselsandstein (Hassberge-Formation), darunter am Hang liegen Untere Bunte Mergel (Steigerwald-Formation), im Grenzbereich zwischen diesem und dem noch tieferen Schilfsandstein (Stuttgart-Formation) entspringt der Buchbach. Etwa wo der Bach die Straße Steinehaig–Kleinaltdorf unterquert, wechselt er in den Gipskeuper (Grabfeld-Formation), der auf dem größten Teil des Einzugsgebietes ansteht, ausgenommen nur
- über dem Oberlauf des großen rechten Zuflusses Seelesbach im Nahbereich des Hahnenbergs, wo am Hang abwärts dieselbe Schichtenfolge ansteht;
- links des Buchbach-Oberlaufs auf dem Sporn Lichte Eichen und auf dem Höcker Himmelreich rechts des Seelesbach-Oberlaufs bei Spaichbühl, auf denen Schilfsandstein liegt;
- an Abschnitten der oberen Läufe, die von Flächen mit umgelagertem und verwittertem Gestein umgeben sind sowie
- in den Bändern aus Auenlehm, die die drei großen Läufe spätestens ab dem Mittellauf begleiten.

Der Gipskeuper zeigt mancherorts  eine deutliche, von der nur dünnen, aber dolomitisierten und deshalb erosionsresistenten Corbula-Bank (früher: Engelhofer Platte) gebildete Stufe, vor allem über dem Seelesbach und am Unterlauf ab dem Bonolzhof, wo beidseits über der breiten und flachen Talmulde eine scharfe obere Hangkante ausgebildet ist.

## Natur und Schutzgebiet
Der nach Fließgewässertyp als feinmaterialreicher, karbonatischer Mittelgebirgsbach klassifizierte Buchbach hat außerhalb der zwei Waldabschnitte am Oberlauf nur sporadischen Baum- und Strauchbewuchs am Ufer und einen wenig geschlungenen Verlauf. Zwei ältere Karten zeigen, dass der Unterlauf zwischen dem Zufluss des Seebachs und dem Zusammenfluss mit dem Lanzenbach ehedem recht geschlungen war und irgendwann zwischen der Mitte des 19. Jahrhunderts und der Mitte der 1930er Jahre begradigt worden sein muss.
Ein Teil der Fläche des Naturdenkmals Geschäufelter Sumpf auf der Hochfläche des nördlichen Hahnenbergs liegt gerade noch im Südwestzipfel des Einzugsgebietes über dem Ursprung des Seelesbachs. Zentrum des Naturdenkmals ist ein wenig tiefes, von Gebüsch und dann Hochwald umgebenes Stillgewässer in einer ehemaligen Bauernsandgrube, über dem sommers zuweilen Libellen stehen. Der Teich entwässert nur periodisch südwärts über den Hahnenbach zu Nesselbach und Bühler.

### LUBW
Amtliche Online-Gewässerkarte mit passendem Ausschnitt und den hier benutzten Layern: Lauf und Einzugsgebiet des Buchbachs

Allgemeiner Einstieg ohne Voreinstellungen und Layer: Daten- und Kartendienst der Landesanstalt für Umwelt Baden-Württemberg (LUBW) (Hinweise)
1. 1 2 3 4  Höhe nach dem Höhenlinienbild auf dem Hintergrundlayer Topographische Karte.
2. 1 2  Länge nach dem Layer Gewässernetz (AWGN).
3. 1 2 3  Einzugsgebiet nach dem Layer Basiseinzugsgebiet (AWGN).
4. ↑  Seefläche nach dem Layer Stehende Gewässer.
5. ↑  Einzugsgebiet abgemessen auf dem Hintergrundlayer Topographische Karte.
6. 1 2 3 4 5  Länge abgemessen auf dem Hintergrundlayer Topographische Karte.
7. 1 2  Länge nach dem Layer Gewässernetz (AWGN), vermehrt um ein kurzes, auf dem Hintergrundlayer Topographische Karte abgemessenes Anfangsstück oberhalb, das beim amtlichen Polygonzug nicht berücksichtigt wurde.
8. 1 2  Höhe nach schwarzer Beschriftung auf dem Hintergrundlayer Topographische Karte.
9. ↑  Größe des Biotops nach dem Layer Biotop.
10. ↑  Fließgewässertyp nach dem einschlägigen Layer.
11. ↑  Schutzgebiete nach den einschlägigen Layern, Natur teilweise nach dem Layer Biotop.

### Andere Belege
1. ↑  Wolf-Dieter Sick: Geographische Landesaufnahme: Die naturräumlichen Einheiten auf Blatt 162 Rothenburg o. d. Tauber. Bundesanstalt für Landeskunde, Bad Godesberg 1962. → Online-Karte (PDF; 4,7 MB)
2. ↑  Geologie nach den Layern zu Geologische Karte 1:50.000 auf: Mapserver des Landesamtes für Geologie, Rohstoffe und Bergbau (LGRB) (Hinweise)
Für den südlichen Teil des Einzugsgebietes siehe auch die im Abschnitt → Literatur genannte geologische Karte.
3. ↑  Die
  - Meßtischblätter in der Deutschen Fotothek:
    - 6825 Ilshofen von 1937
    - 6925 Obersontheim von 1936

zeigen recht genau den heutigen Verlauf, während auf dem
  - Topographischer Atlas des Koenigreichs Württemberg – Blatt 12/XXV Ellwangen von 1851 (Blatt 12 nach topographischer, Blatt XXV nach Nummerierung des Herausgebers; PDF; 5,8 MByte)

der dort heute nur leicht geschwungene Lauf zwischen dem Bonolzhof und dem Zusammenfluss zur Speltach noch eng aufeinander folgende Schlingen zeigt.